# Raorchestes gryllus
Raorchestes gryllus es una especie de rana que habita en Vietnam y Laos.
Esta especie podría estar amenazada de extinción debido a la destrucción de su hábitat natural.